# Сузегана
Сузегана (итал. Susegana) — коммуна в Италии, располагается в провинции Тревизо области Венеция.
Население составляет 11 367 человек (на 2004 г.), плотность населения составляет 245 чел./км². Занимает площадь 44 км². Почтовый индекс — 31058. Телефонный код — 0438.
Покровительницей коммуны почитается Пресвятая Богородица (Maria Ausiliatrice), а также Beata Giuliana di Collalto. Праздник ежегодно празднуется 24 мая.